# Градище (Градец, Гостиварско)
Вижте пояснителната страница за други значения на Градище.
Градище  (на македонска литературна норма: Градиште) е крепост, съществувала през Късната античност и Средновековието, разположена над гостиварското село Градец, Северна Македония.

## Местоположение
Градище е 40 - 60 m високо ридче със заоблен връх, на две равнища, разположено в западната част на селото, в подножието на Шар. Дълбоката поройна бразда Сува река го обхваща от север и запад, а на юг през малко седло се свърза с планинския масив. Източната му страна се спуска на тераси към Полето. В подножието му минава главният положки път по дължината на западния ръб на Полето.

## Античност
По-високият югозападен дял на ридчето е отделно укрепен като малък акропол. Южното чело на акропола, обърнато към седлото, е отбранявано с висок насип. На по-ниската тераса на североизток е жилищната част. Крепостта обхваща 0,6 ha. Зидовете са използвани от местното население за строителен материал и от тях са останали само следи. Открити са много елинистически монети, както и римски монети от IV и V век. Вероятно крепостната стена е обновена в късната античност с хоросан. В северното подножие на крепостта са открити гробове с предмети от късния IV и V век. В източното подножие в средата на XX век е разкрита раннохристиянска базилика с мозаечен под и римски надгробни стели с релефи и надписи от бял мрамор.

## Средновековие
На повърхността от иманярски изкопи са разхвърляни славянски црепни и огнишна керамика. Няма следи от обновяване на крепостната стена.

## Идентификация
„Град Градец“ е разрушен в 1190 година при завладяването на Полога от сръбския жупан Стефан Неманя. Много изследователи, като Вилхелм Томашек и Радослав Груич свързват този обект с хипотетичния град Полог, който не е потвърден на терен. Според тях Византия обновява старото градче Градец в XIII век и му дава ново име Полог, като средище на Горния Полог. Подобно е мнението и на Димче Коцо. Видният хърватски археолог Иван Микулчич изказва съмнения в тази хипотеза, тъй като крепостта е малка.